# Crianlarich
Crianlarich est un village du council area de Stirling en Écosse. En 2001, sa population était de 185 habitants.